# James Eric Drummond
James Eric Drummond, sedicesimo conte di Perth (Fulford, 17 agosto 1876 – Rogate, 15 dicembre 1951), è stato un diplomatico britannico e primo Segretario Generale della Società delle Nazioni.

## Biografia
Nacque nello Yorkshire del Nord, in Inghilterra e studiò a Eton.
Iniziò la sua carriera al Foreign Office nel 1900. Nel 1906 divenne segretario di gabinetto di Lord Edmond Petty-FitzMaurice, sottosegretario di Stato agli Affari Esteri inglese.
Fu poi segretario del Primo ministro Asquith fino al 1915, dopo di che fu segretario del Ministro degli esteri Edward Grey (1915-16) e del suo successore Arthur Balfour (1916-19) col quale partecipò alla Conferenza di pace di Parigi (1919).

## Alla Società delle Nazioni
Su proposta del Presidente degli Stati Uniti Wilson, divenne segretario generale della Lega delle Nazioni dalla nascita dell'organizzazione nel 1919 fino al 1933 quando divenne ambasciatore in Italia, carica che ricoprì fino al 1939.
Nel 1937, dopo la morte del fratello, ereditò il titolo di conte di Perth con diritto ad entrare nella Camera dei Lord.
A Roma l'ambasciatore si adoperò per attenuare i contrasti nati fra Italia e Gran Bretagna in occasione della Guerra d'Etiopia, e lavorò all'accordo italo-britannico stipulato il 16 aprile 1938 passato alla storia come "accordo dei due imperi" o "accordo di Pasqua".
Collocato a riposo per limiti di età, durante la Seconda guerra mondiale diresse l'Ufficio di propaganda politica per l'estero del Ministero dell'Informazione inglese.

## La carriera politica
Dal 1949 fino alla sua morte ricoprì la carica di vice presidente del Partito liberale nella Camera dei Lord.

## Ascendenza
|                                                    |   |                                 | Genitori                           |  |  | Nonni |  |  | Bisnonni                                   |  |  | Trisnonni            |  |
|                                                    |   |                                 |                                    |  |  |       |  |  | 8. James Drummond, VI Viscount Strathallan |  |  | 16. William Drummond |  |
|                                                    |   |                                 |                                    |  |  |       |  |  | 8. James Drummond, VI Viscount Strathallan |  |  | 16. William Drummond |  |
|                                                    |   | 17. Anne Nairn                  |                                    |  |  |       |  |  | 8. James Drummond, VI Viscount Strathallan |  |  |                      |  |
| 4. William Drummond, VII visconte Strathallan      |   |                                 |                                    |  |  |       |  |  | 8. James Drummond, VI Viscount Strathallan |  |  |                      |  |
|                                                    |   | 9. Amelia Murray                | 18. John Murray, IV duca di Atholl |  |  |       |  |  |                                            |  |  |                      |  |
|                                                    |   | 9. Amelia Murray                | 18. John Murray, IV duca di Atholl |  |  |       |  |  |                                            |  |  |                      |  |
|                                                    |   | 9. Amelia Murray                | 19. Jane Cathcart                  |  |  |       |  |  |                                            |  |  |                      |  |
| 2. James David Drummond, VIII visconte Strathallan |   | 9. Amelia Murray                |                                    |  |  |       |  |  |                                            |  |  |                      |  |
|                                                    |   | 10. Robert Baird, VI di Newbyth | 20. William Baird, V di Newbyth    |  |  |       |  |  |                                            |  |  |                      |  |
|                                                    |   | 10. Robert Baird, VI di Newbyth | 20. William Baird, V di Newbyth    |  |  |       |  |  |                                            |  |  |                      |  |
|                                                    |   | 10. Robert Baird, VI di Newbyth | 21. Alicia Johnston                |  |  |       |  |  |                                            |  |  |                      |  |
| 5. Christina Baird                                 |   | 10. Robert Baird, VI di Newbyth |                                    |  |  |       |  |  |                                            |  |  |                      |  |
|                                                    |   | 11. Hersey Gavin                | 22. David Gavin                    |  |  |       |  |  |                                            |  |  |                      |  |
|                                                    |   | 11. Hersey Gavin                | 22. David Gavin                    |  |  |       |  |  |                                            |  |  |                      |  |
|                                                    |   | 11. Hersey Gavin                | 23. Elizabeth Maitland             |  |  |       |  |  |                                            |  |  |                      |  |
| 1. James Eric Drummond, XVI conte di Perth         |   | 11. Hersey Gavin                |                                    |  |  |       |  |  |                                            |  |  |                      |  |
|                                                    | … | …                               |                                    |  |  |       |  |  |                                            |  |  |                      |  |
|                                                    | … | …                               |                                    |  |  |       |  |  |                                            |  |  |                      |  |
|                                                    | … | …                               |                                    |  |  |       |  |  |                                            |  |  |                      |  |
| 6. William Smythe                                  | … |                                 |                                    |  |  |       |  |  |                                            |  |  |                      |  |
|                                                    |   | …                               | …                                  |  |  |       |  |  |                                            |  |  |                      |  |
|                                                    |   | …                               | …                                  |  |  |       |  |  |                                            |  |  |                      |  |
|                                                    |   | …                               | …                                  |  |  |       |  |  |                                            |  |  |                      |  |
| 3. Margaret Smythe                                 |   | …                               |                                    |  |  |       |  |  |                                            |  |  |                      |  |
|                                                    |   | …                               | …                                  |  |  |       |  |  |                                            |  |  |                      |  |
|                                                    |   | …                               | …                                  |  |  |       |  |  |                                            |  |  |                      |  |
|                                                    |   | …                               | …                                  |  |  |       |  |  |                                            |  |  |                      |  |
| …                                                  |   | …                               |                                    |  |  |       |  |  |                                            |  |  |                      |  |
|                                                    |   | …                               | …                                  |  |  |       |  |  |                                            |  |  |                      |  |
|                                                    |   | …                               | …                                  |  |  |       |  |  |                                            |  |  |                      |  |
|                                                    |   | …                               | …                                  |  |  |       |  |  |                                            |  |  |                      |  |
|                                                    |   | …                               |                                    |  |  |       |  |  |                                            |  |  |                      |  |